# This Wheel's on Fire
This Wheel's on Fire är en låt av Bob Dylan, där texten skrevs av honom och musiken av Rick Danko från The Band. Låten spelades först in av Dylan och The Band 1967, men den första versionen som släpptes offentligt gjordes av the Band utan Dylan på deras debutalbum Music from Big Pink 1968. Versionen från 1967 gavs ut på The Basement Tapes 1975.
Låten blev en hit i Storbritannien med Julie Driscoll, hennes version nådde femteplatsen på singellistan 1968. Driscoll spelade in en ny version av låten 1992 tillsammans med Adrian Edmondson som signatursång till Helt hysteriskt. År 1969 spelade The Byrds in den på sitt album Dr. Byrds & Mr. Hyde. Den fanns samma år med på The Hollies tributealbum Hollies Sing Dylan. Låten blev åter en hit 1987 när Siouxsie and the Banshees släppte den på singel. Låten nådde då plats 14 på Englandslistan.